# Alice Ghostley
Alice Margaret Ghostley (Vernon County, 14 augustus 1923 – Los Angeles, 21 september 2007) was een Amerikaans actrice. Ze won in 1965 een Tony Award voor haar rol als Mavis Parodus Bryson in het toneelstuk The Sign in Sidney Brustein's Window. Ook werd ze in 1992 genomineerd voor een Primetime Emmy Award voor haar bijrol als Bernice Clifton in de komedieserie Designing Women. Ghostley maakte in 1951 haar acteerdebuut in een aflevering van de anthologieserie Lights Out. Haar eerste rol op het witte doek volgde in 1962, als Stephanie Crawford in de boekverfilming To Kill a Mockingbird.

## Carrière
Ghostley had rollen in meer dan 15 films, meer dan 25 televisiefilms meegerekend. Daarnaast speelde ze wederkerende personages in meer dan 130 afleveringen van verschillende televisieseries. De omvangrijkste daarvan waren die als Bernice Clifton in Designing Women, die als Agnes in de muzikale komedieserie Jackie Gleason: American Scene Magazine, die als huishoudster Esmeralda in de sitcom Bewitched en die als Mrs. Nash in de komedieserie Captain Nice. Hiernaast had Ghostley eenmalige gastrollen in meer dan vijftig andere series. Voorbeelden hiervan zijn Get Smart (in 1966), He & She (1968), It Takes a Thief (1969), The Odd Couple (1970), Hogan's Heroes (1971), Maude (1976), CHiPs (1978), Police Woman (1978), Highway to Heaven (1985), Punky Brewster (1987), The Golden Girls (1988), Diagnosis Murder (1994), Touched by an Angel (1997), Sabrina, the Teenage Witch (1997), Rugrats (1997, stem) en Dharma & Greg (1998).

## Filmografie
*Exclusief 10 televisiefilms
| - Mothers and Daughters (2006) - Whispers: An Elephant's Tale (2000, stem) - Palmer's Pick Up (1999) - Addams Family Reunion (1998) - The Odd Couple II (1998) - Not for Publication (1984) - Grease (1978) - Rabbit Test (1978) - Blue Sunshine (1978) | - Record City (1978) - Gator (1976) - Ace Eli and Rodger of the Skies (1973) - Viva Max (1969) - With Six You Get Eggroll (1968) - The Graduate (1967) - The Flim-Flam Man (1967) - My Six Loves (1963) - To Kill a Mockingbird (1962) |

## Televisieseries
*Exclusief eenmalige gastrollen
- Passions - Matilda Matthews (2000, vier afleveringen)
- Hercules: The Animated Series - Miss Cassiopeia (1998, vier afleveringen)
- Evening Shade - Irna Wallingsford (1992-1994, zes afleveringen)
- Designing Women - Bernice Clifton (1986-1993, 46 afleveringen)
- Small Wonder - Ida Mae Brindle (1988, vier afleveringen)
- One Day at a Time - Harriet Loring (1977-1978, twee afleveringen)
- Mary Hartman, Mary Hartman - Gladys Dillworth (1976, twee afleveringen)
- Temperatures Rising - Edwina Moffitt (1972-1974, acht afleveringen)
- Love, American Style - Verschillende (1969-1973, vijf afleveringen)
- Nichols - Bertha (1971-1972, twee afleveringen)
- Bewitched - Esmeralda (1966-1972, zestien afleveringen)
- Mayberry R.F.D. - Cousin Alice (1970-1971, twee afleveringen)
- Captain Nice - Mrs. Nash (1967, vijftien afleveringen)
- Jackie Gleason: American Scene Magazine - Agnes (1962-1964, zestien afleveringen)
- The United States Steel Hour - Verschillende (1959-1962, twee afleveringen)
- Car 54, Where Are You? - Bonita Kalsheim (1961, twee afleveringen)

## Privé
Ghostley trouwde in 1953 met de Italiaanse acteur Felice Orlandi en bleef samen met hem tot aan zijn overlijden in 2003. Het paar had geen kinderen. Ghostley overleed op 83-jarige leeftijd aan darmkanker.
- Bibliothèque nationale de France: cb141812428 (data)
- International Standard Name Identifier: 0000 0000 2628 3257
- Library of Congress Control Number: n87860073
- MusicBrainz: 07cd70a3-dff7-452d-9ecf-3764f4f73150
- SNAC: w6jh4vps
- Virtual International Authority File: 17432782
- WorldCat: E39PBJwXcHmgxmX8Q6xVRtB9Dq